# Paid in Full (альбом)
Paid in Full (с англ. — «Уплачено сполна») — дебютный студийный альбом американского хип-хоп-дуэта Eric B. & Rakim, выпущенный 7 июля 1987 года на лейбле 4th & B’way Records, дочернем лейбле Island Records.
Альбом достиг 58 места в чарте Top Pop Albums и 8 места в чарте Top Black Albums в американском журнале Billboard. Альбом также достиг 85 места в чарте UK Albums Chart в Великобритании.
Альбом был продан в количестве 500 тысяч экземпляров в Соединённых Штатах и был сертифицирован RIAA как «золотой» спустя пять месяцев, 4 декабря 1987 года. В 1995 году альбом был сертифицирован RIAA как «платиновый».
Пять песен с альбома были выпущены как отдельные синглы: «Eric B. Is President», «I Ain’t No Joke», «I Know You Got Soul», «Move the Crowd» и «Paid in Full». Синглы также попали в чарты журнала Billboard и в хит-парад UK Singles Chart в Великобритании.
Paid in Full считается эталонным альбомом «Золотой эры хип-хопа». Речитатив Ракима, который ввёл в хип-хоп использование внутренних рифм, установил более высокий стандарт лирики в жанре и использовался в качестве шаблона для будущих рэперов. Стиль усиленного семплирования Эрика Би оказал большое влияние на дальнейший продакшн в хип-хопе. В 2003 году журнал Rolling Stone поместил альбом на 228 место в списке «500 величайших альбомов всех времён», а в обновлённом списке 2020 года на 61 место.

## Предыстория
Eric B. и Rakim встретились в 1985 году. Eric B., который в то время работал на радиостанции WBLS, искал рэпера, который сможет читать текст под его музыку, которую он создавал тёрнтейблизмом. Rakim откликнулся на его объявление о поиске «лучшего MC Нью-Йорка». Друг и сосед Эрика Би, Marley Marl, позволил им использовать свою студию, которую он создал у себя дома. Первый записанный ими трек, «Eric B. Is President», был выпущен в качестве сингла на независимом лейбле Zakia Records летом 1986 года. После того, как основатель лейбла Def Jam Расселл Симмонс услышал этот сингл, дуэт подписал контракт с Island Records и начал запись альбома на манхэттенской студии Power Play Studios в 1987 году.

## Музыка и тексты
Rakim ушёл от простых рифм, популярных в хип-хопе начала 80-х. Он также игнорировал такты, за что его сравнивали с Телониусом Монком. Бен Рэтлифф из The New York Times  писал, что «читка Ракима ушла далеко вперёд от плоских рифм со школьного двора». В то время, как большинство рэперов того времени импровизировали, Раким был одним из первых, кто стал уделять большое внимание текстам, в частности, используя внутренние рифмы и метафоры. В отличие от LL Cool J и Run-D.M.C., энергично читавших текст, его стиль был более спокойным. Алан Лайт в мини-рецензии для списка 100 лучших альбомов всех времён журнала Time пишет: «В то время, как MC старой школы кричали и декламировали, Rakim читал чуть громче шёпота — и его слова были слышны сильнее остальных». MTV пишет: «Мы привыкли, что MC вроде Run и DMC, Chuck D и KRS-One подпрыгивают к микрофону и кричат в него, с энергией и неуважением, но Rakim использовал методичный подход к своему желанию читать рэп. У него был медленный флоу, а каждая строка была резкой и притягательной». Раким развил такой стиль под влиянием джаза: он был фанатом Джона Колтрейна и сам играл на саксофоне.
Основная тема альбома, отражённая в его названии (которое можно перевести как «Оплачено сполна» или «[нам] Всё заплатили»), — бедность музыкантов и их желание разбогатеть, что также отражено на обложке, на которой они считают деньги, и в тексте «Paid in Full», одного из синглов с альбома.

## Запись
Альбом был записан за одну неделю на студии Marley Marl’а. Сами музыканты утверждают, что работали по 48 часов, чтобы уложиться в бюджет. Rakim также утверждает, что написал тексты песен за один час, слушая инструменталы. В 2008 году в интервью сайту AllHipHop Eric B. заявил: «Если б я сказал, что мы сидели и записывали альбом, который станет великим, я бы солгал. Мы просто записывали альбом, так, как нам нравилось».

## Релиз
Paid in Full был выпущен 7 июля 1987 года лейблом 4th & B’way Records. Альбом поднялся на пятьдесят восьмую строчку хит-парада Billboard 200 и на восьмую строчку в Top Black Albums. В Великобритании он поднялся на восемьдесят пятую строчку UK Albums Chart.
11 июля 1995 года Американская ассоциация звукозаписывающих компаний (RIAA) сертифицировала альбом как платиновый. По состоянию на декабрь 1997 года, альбом разошёлся тиражом более миллиона экземпляров. В 2004 году Eric B. заявил, что альбом продался гораздо большим тиражом — около десяти миллионов экземпляров. Он также заявил, что дуэт подал в суд на Расселла Симмонса, Лайора Коэна, Island Records, Def Jam Records и Universal Music Enterprises с требованием вернуть недополученную прибыль. По его словам, дуэт подписал контракт с Zakia Records только на выпуск сингла «Eric B. Is President» с «My Melody» на стороне «B».
27 октября 1998 года Paid in Full был перевыпущен в виде «платинового издания» (англ. Platinum Edition), а 4 ноября 2003 года — в виде «делюкс-издания»(англ. Deluxe Edition).

### Синглы
Всего с альбома было выпущено 5 синглов. «Eric B. Is President» стал первым синглом, вместе с «My Melody» на стороне «B». Он поднялся на 48-ю строчку в чарте Hot R&B/Hip-Hop Songs и на 40-ю в Hot Dance Music/Maxi-Singles Sales. Трек вызвал широкое обсуждение легальности использования незаконных семплов в связи с судебным иском, поданным Джеймсом Брауном против дуэта с требованием прекратить использование его музыки. Редактор PopMatters Марк Энтони Нил назвал данный сингл «самой танцевальной хип-хоп-композицией» 1986 года. Второй сингл, «I Ain’t No Joke», названный сайтом Allmusic одним из «монументальных синглов» альбома, достиг 38-й позиции чарта Hot R&B/Hip-Hop Singles & Tracks. Третий сингл, «I Know You Got Soul», достиг 39-й позиции чарта Hot Dance Music/Club Play, 34-й позиции Hot Dance Music/Maxi-Singles Sales и 64-й в чарте Hot R&B/Hip-Hop Singles & Tracks. Он популяризировал использование семплов Джеймса Брауна. Спустя несколько месяцев после релиза сингла, британская группа MARRS использовала строчку «Pump up the volume» из «I Know You Got Soul» в своём сингле «Pump Up the Volume», занявшем первое место в британском чарте. Журнал Rolling Stone поместил «I Know You Got Soul» на 386-е место в списке «500 лучших песен всех времён». Четвёртый сингл, «Move the Crowd», занял 3 место в чарте Hot Dance Music/Club Play и 25 в чарте Hot Dance Music/Maxi-Singles Sales. Трек со стороны «B», «Paid in Full», был позже выпущен в качестве пятого сингла. Дуэт Coldcut выпустил на него ремикс, названный «Paid in Full (Seven Minutes of Madness remix)». В 2008 году телеканал VH1 поместил трек «Paid in Full» на 24-е место в списке «100 лучших хип-хоп-композиций».

## Приём критиков
| Оценки критиков               | Оценки критиков                                                          |
| Источник                      | Оценка                                                                   |
| ----------------------------- | ------------------------------------------------------------------------ |
| Allmusic                      | [ 26 ]                                                                   |
| Blender                       | 5 из 5 звёзд · 5 из 5 звёзд · 5 из 5 звёзд · 5 из 5 звёзд · 5 из 5 звёзд |
| Encyclopedia of Popular Music | [ 29 ]                                                                   |
| Pitchfork                     | 7.8/10                                                                   |
| Q                             | [ 31 ]                                                                   |
| The Rolling Stone Album Guide | [ 32 ]                                                                   |
| The Source                    | [ 33 ]                                                                   |
| Sputnikmusic                  | 5/5                                                                      |
| Uncut                         | [ 35 ]                                                                   |
| The Village Voice             | (B)                                                                      |

В своей рецензии в The Washington Post Марк Дженкинс отметил «Eric B. Is President», но назвал остальную часть альбома скучной: «Биты достаточно монотонные и все попытки взять „джаз и quiet storm“ и „превратить их в хип-хоп“ провалились». Роберт Кристгау из The Village Voice заявил, что в альбоме есть «четыре прорывных шедевра» — «I Ain’t No Joke», «I Know You Got Soul», «Paid in Full» и «Eric B. Is President», но отозвался более прохладно об остальных шести: «Они, без сомнения, безупречные, инновационные, мощные. Но они — тёрнтейблизм с декорацией в виде голоса, практически не нужные никому, кто не усвоил „реальную“ хип-хоп-эстетику». В ежегодном опросе издания, Pazz & Jop, Paid in Full был назван 27-м лучшим альбомом 1987 года.

## Наследие
Paid in Full был выпущен в период, позже названный золотой эрой хип-хопа. В 2004 году в книге The Rolling Stone Album Guide Саша Фрэр-Джонс назвал его «одним из совершеннейших хип-хоп-альбомов». Алекс Огг в своей книге The Men Behind Def Jam назвал альбом magnum opus дуэта. Манера чтения рэпа Ракимом на данном альбоме стала шаблоном для будущих рэперов и помогла поддержать репутацию восточного побережья как центра техничной лирики. Уилльям Кобб заявил в своей книге To the Break of Dawn, что читка Ракима «вышла за пределы» того, что было в предыдущей эре олдскульного хип-хопа и что несмотря на то, что новые рэперы имели больший словарный запас и были техничны, это «нельзя сравнить с тем, что Раким привнёс в жанр». Димитри Эрлих из The New York Times , назвавший альбом «артистической и коммерческой вехой», заявил, что Rakim помог «создать музыкальный жанр» и произвёл «тихую музыкальную революцию, введя мягкий стиль чтения». Стив Хьюи с сайта Allmusic назвал Paid in Full одним из альбомов, повлиявших на хип-хоп, и «обязательным к прослушиванию» тем, кто интересуется основами жанра. MTV поставил альбом на первое место в списке «лучших альбомов всех времён», заявив, что он поднял стандарты хип-хопа «и по звучанию, и поэтически».
В 2003 году журнал Rolling Stone поместил альбом на 228-е место в списке «500 величайших альбомов всех времён», заявив что «Rakim — основной претендент на звание лучшего рэпера всех времён и этот альбом подтверждает это». Журнал Blender добавил Paid in Full в свой список «500 дисков, которые вы должны приобрести». Журнал Time добавил альбом в список «100 лучших альбомов всех времён». Редактор Алан Лайт заявил, что альбом изменил «звучание, флоу и потенциал» хип-хопа и что если Rakim — «лучший MC всех времён, как многие считают, то этот альбом подтверждает это». Джесс Харвелл из Pitchfork отметил «бесконечное проявление навыков» Ракима и описал альбом как «вальяжный и незамысловатый», но также сказал что на нём было «слишком много незапоминающихся композиций чтобы сразу назвать его „классикой“». Pitchfork также поместил Paid in Full на 52-е место в своём списке «100 лучших альбомов 1980-х». Редактор Сэм Ченнолт написал, что Rakim вдохновил целое поколение MC и «определил, что такое быть хип-хоп-лириком».
Rakim считается рэпером, повлиявшим на несколько последующих поколений рэперов, и называется в качестве источника вдохновения для таких исполнителей, как Wu-Tang Clan, Jay-Z, 50 Cent и Nas, который назвал Paid in Full одним из своих любимых альбомов.
В 2015 году, в честь кампании по перезапуску шестидесяти серий комиксов All-New, All-Different Marvel, Marvel выпустила дополнительные варианты обложек комиксов (англ. Variant cover), выполненные в стилистике известных хип-хоп-альбомов. Среди них была обложка комикса про Дэдпула и Человека-паука, созданная на основе обложки Paid in Full. На ней Дэдпул держит сэндвич, в то время, как Человек-паук считает деньги. Также вместо надписи «Eric B. & Rakim» на ней написано «MC Spider & D-Pool». «В течение многих лет, комиксы Marvel и хип-хоп-культура вели непрерывный диалог. Начиная с этого октября, мы прольём свет на отношения между этими двумя уникальными силами», — сказал главный редактор Marvel Аксель Алонсо (англ. Axel Alonso). Вице-президент издательства Райан Пенагос (англ. Ryan Penagos) также отметил, что данные обложки должны «отдать дань уважения знаменитым альбомам, любимым как фанатами комиксов, так и их создателями».
В 2016 году альбом занял 8 место среди «Альбомов года» за 1987 год в ежегодном опросе критиков журнала NME.

## Список композиций
| №                   | Название                | Длительность |
| ------------------- | ----------------------- | ------------ |
| 1.                  | «I Ain't No Joke»       | 3:54         |
| 2.                  | «Eric B. Is on the Cut» | 3:48         |
| 3.                  | «My Melody»             | 6:46         |
| 4.                  | «I Know You Got Soul»   | 4:46         |
| 5.                  | «Move the Crowd»        | 3:49         |
| 6.                  | «Paid in Full»          | 3:50         |
| 7.                  | «As the Rhyme Goes On»  | 4:00         |
| 8.                  | «Chinese Arithmetic»    | 4:07         |
| 9.                  | «Eric B. Is President»  | 6:20         |
| 10.                 | «Extended Beat»         | 3:49         |
| Общая длительность: | Общая длительность:     | 45:09        |

- Все композиции написаны и официально спродюсированы Eric B. & Rakim

## Чарты

### Еженедельные чарты
| Чарт (1987)                               | Высшая позиция |
| ----------------------------------------- | -------------- |
| США (Billboard 200)                       | 58             |
| США (Billboard Top R&B/Hip-Hop Albums)    | 8              |
| Великобритания (UK Albums Chart)          | 85             |
| Нидерланды (Album Top 100)                | 30             |
| Новая Зеландия (New Zealand Albums Chart) | 41             |

### Итоговые годовые чарты (альбом)
| Чарт (1988)                  | Позиция |
| ---------------------------- | ------- |
| Top Black Albums (Billboard) | 37      |

### Синглы
Альбом содержит пять синглов, которые попали в чарты американского журнала Billboard и в хит-парад UK Singles Chart в Великобритании.
| 1987 | «I Ain’t No Joke»      | -  | 38 | -  | -  |
| 1987 | «I Know You Got Soul»  | 13 | 64 | 39 | 34 |
| 1987 | «Paid in Full»         | 15 | 65 | -  | -  |
| 1988 | «Move the Crowd»       | 53 | -  | 3  | 25 |
| 1988 | «As the Rhyme Goes On» | 81 | -  | -  | -  |

## Сертификации

### Альбом
| Регион | Сертификация | Продажи    |
| --- | ------------ | ---------- |
| США (RIAA) | Платиновый   | 1,000,000^ |
| * Данные о продажах приведены только на основе сертификации. ^ Данные о тиражах приведены только на основе сертификации. |              |            |